# Роб Форд
Роб Форд (енгл. Rob Ford; Етобико, 28. мај 1969 — Торонто, 22. март 2016) био је канадски политичар и бизнисмен који је био 64. градоначелник Торонта од 2010. до 2014. године. Пре и после свог градоначелниковог мандата, Форд је био градски већник који је представљао северно-етобишку изборну јединицу Вард 2. Први пут је изабран у Градско веће Торонта на општинским изборима у Торонту 2000. године, а два пута је поново биран за место у савету.
Његова политичка каријера, посебно његово градоначелниковање, доживела је низ личних и радних контроверзи и правних поступака. Године 2013. био је уплетен у скандал о злоупотреби супстанци, о чему су навелико извештавали домаћи и страни медији. Након његовог признања, Форд је одбио да поднесе оставку, али је градско веће гласало да преда одређена овлашћења градоначелника и канцеларијско особље заменику градоначелника Норму Келију до остатка Фордовог мандата.
Форд је узео одмор и лечио се од зависности од алкохола и дроге. Упркос скандалу, Форд је у почетку учествовао на следећим изборима за градоначелника, заказаним за октобар 2014, али након што је хоспитализован и дијагностикован му је тумор абдомена у септембру 2014, Форд се повукао из трке за градоначелника и уместо тога се пријавио да се кандидује за седиште своје старе изборне јединице. Џон Тори га је наследио на место градоначелника 1. децембра 2014. године, док се Форд вратио на своје некадашње место. Форд се лечио од рака и могао је да се накратко врати у савет, али је умро у марту 2016. након што је хемотерапија била неефикасна.
По њему је назван стадион у Торонту на коме домаће утакмице играју ФК Српски бели орлови.

## Породични живот
Био је ожењен Ренатом са којом је имао двоје деце.